# وادي الدارض (السياني)

تعديل مصدري - تعديل

وادي الدارض محلة تابعة لقرية الدارض، التابعة لعزلة الازارق بمديرية السياني إحدى مديريات محافظة إب في الجمهورية اليمنية.، بلغ تعداد سكانها 36 حسب تعداد اليمن لعام 2004.